# حوزه انتخابیه بیست‌وپنجم فلوریدا

حوزه انتخاباتیه ۲۵ فلوریدا

حوزه انتخابیه بیست‌وپنجم فلوریدا یک حوزه انتخابیه مجلس نمایندگان آمریکا است که در ایالت فلوریدا قرار دارد.